# 磯部町恵利原

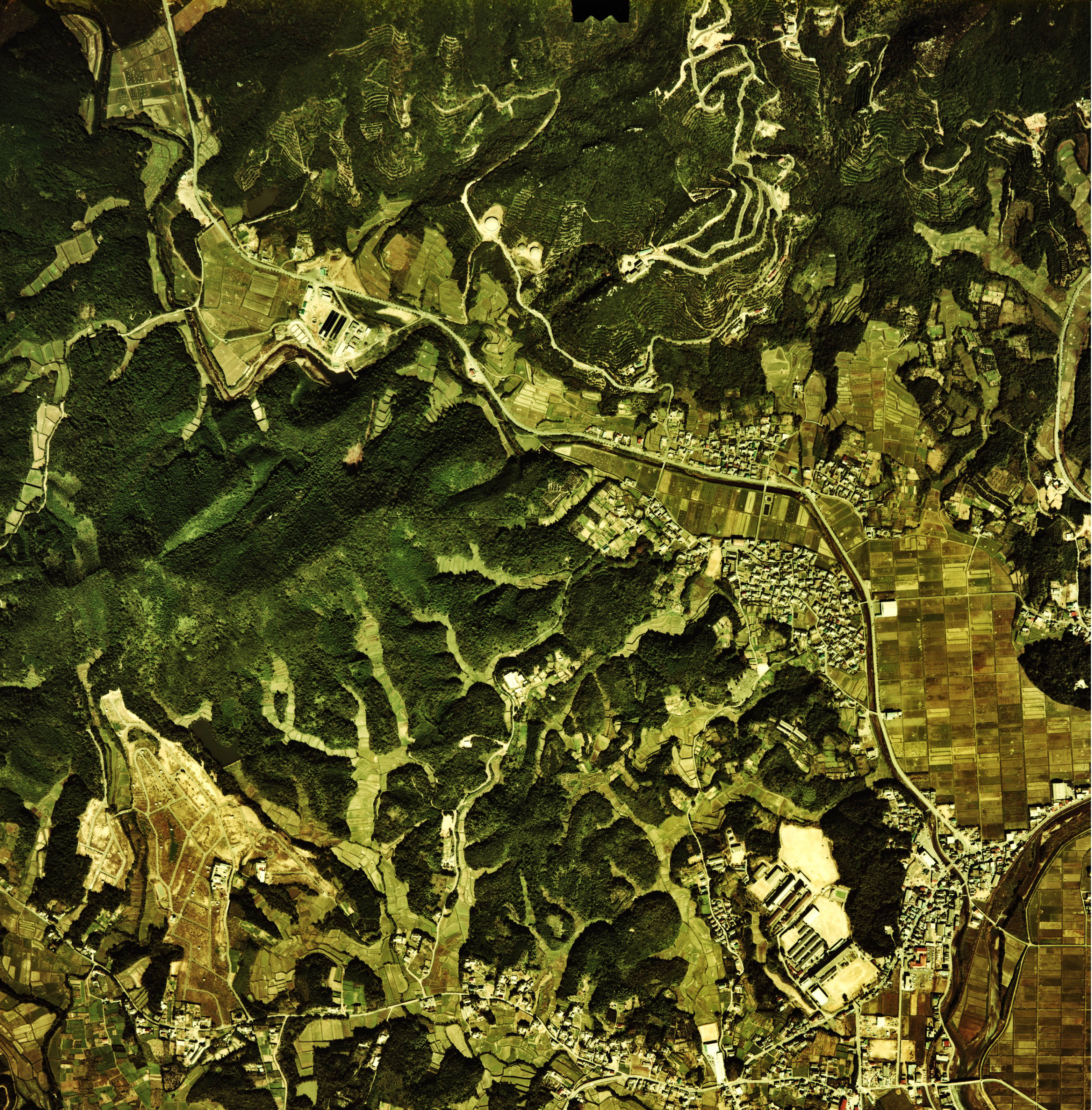
恵利原（1975年）

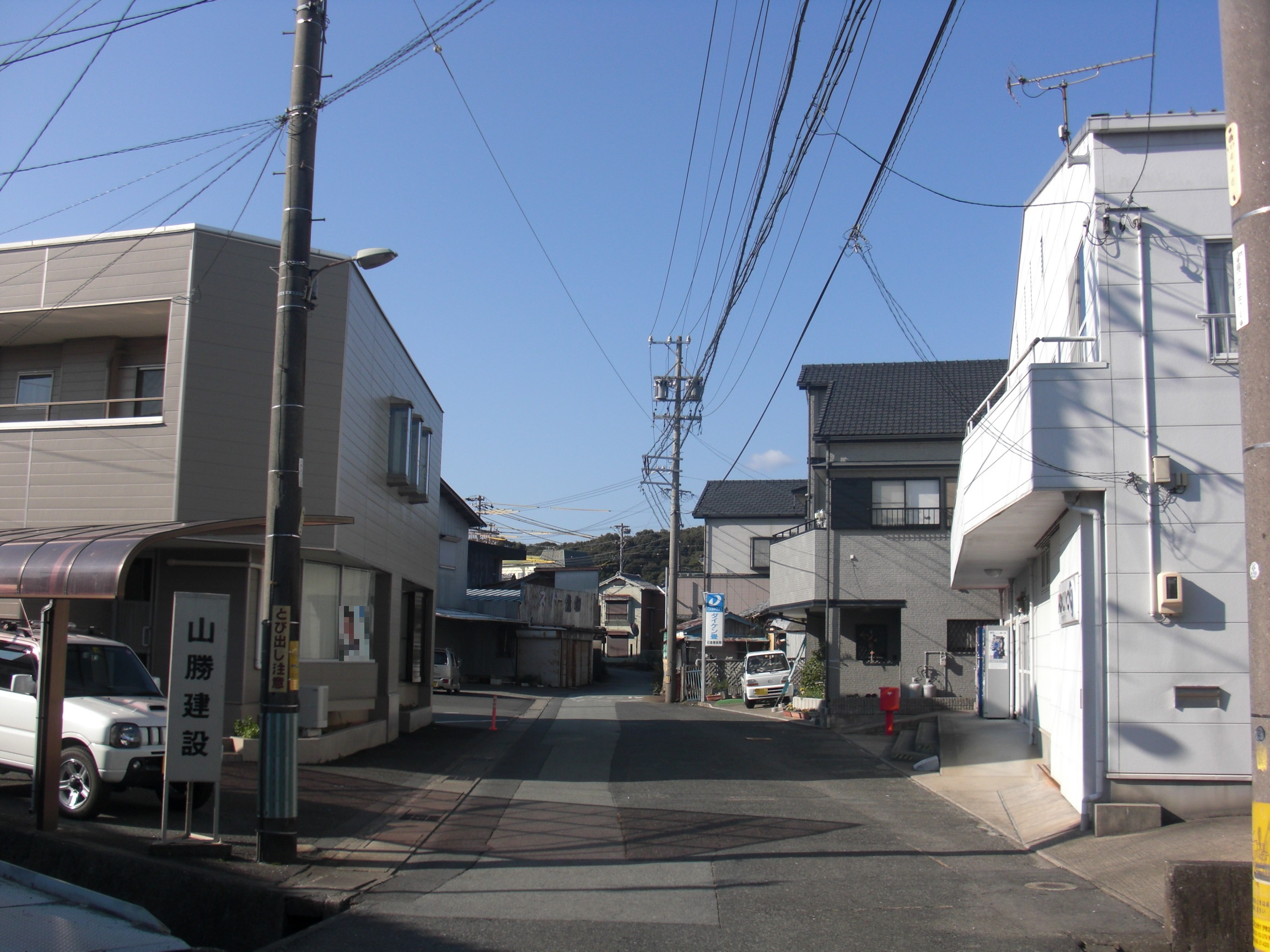
川辺（住所上「磯部町恵利原」となる地域）

磯部町恵利原（いそべちょうえりはら）は、三重県志摩市の地名。
天保5年（1834年）刊行の『志摩国一の宮磯部まいり』に「恵利原は思ひの外の大郷にて」と書かれたように、かつては磯部九郷最大の集落で、名所や旧跡も多い。

## 地理
志摩市北西部に位置し、北と西は伊勢市と接している。地質学的には、和合山の南を仏像構造線が通っていると考えられる。また、逢坂峠付近の古生層中には厚い石灰岩が分布し、方々に石灰岩の露頭が見られる。南東部の平地を除いて三方を山に囲まれている。中心集落は地区の南東部、川辺と呼ばれる地域と、そこから約1kmほど離れたところ、和合山麓の2か所ある。
- 山：和合山、恵利原浅間山（295m）、島路山
- 峠：逢坂峠
- 川：磯部川（神路川）
- 湖沼：神路湖（神路ダムによるダム湖）

北は伊勢市宇治館町、東は志摩市磯部町五知・磯部町沓掛・磯部町上之郷・磯部町下之郷、南は志摩市磯部町迫間・磯部町築地、西は伊勢市宇治今在家町と接する。

### 川辺
川辺（かわなべ）は、志摩市磯部町の地名。住所上は磯部町恵利原（南部）・磯部町迫間（東部）・磯部町下之郷（西部）に属する。住所上の大字を単位とする自治会とは別の自治会を有し、志摩市の行政上1つの地区として扱われることがあるが、独立した大字としては認められていない。明治時代から開拓が行われた地域で、鉄道駅や銀行、商店、官公署などが集まる磯部町の中心街を形成する。

## 歴史

### 近世まで
佐美長神社や磯部神社の境内からは、土師器や須恵器、縄文土器、弥生土器が発見されている。また、三重県立志摩高等学校ではグラウンド拡張工事の際に完全形の土器が見つかった。この土器は南隣の磯部町立磯部中学校に寄贈されたが、後に行方不明となった。
鎌倉時代には「江利原」（下之郷南氏所蔵文書、正和4年9月〔ユリウス暦：1315年9月〕付）、「依梨原」（『神武記』古写本ほか2文書）と表記されていたが、安土桃山時代の文禄4年9月（グレゴリオ暦：1595年9月）付の文書（上之郷中氏所蔵）から「恵利原」の表記が出現した。
江戸時代には恵利原村として志摩国答志郡磯部組に属し、鳥羽藩の配下にあった。初期の村高は765石だったが、後に766石に増加した。恵利原村から伊勢国宇治（現在の伊勢市の一部）へ至る道は逢坂越えと呼ばれ、難所とされた。また4つの茶屋が立ち並び、『伊勢参宮名所図会』に掲載されたものもある。この道は現在の三重県道32号伊勢磯部線（伊勢道路）の元となった。河川ではアユやフナが獲れ、必要に応じて上納された。江戸時代末期には黒船来航を受け、現在の天理教磯部分教会所在地に陣屋を構えた。

### 近代以降
3度の大合併を経験し、現在まで大字として存続している。宮地沖と呼ばれる恵利原南東部の水田地帯では、磯部川が蛇行していたが、1912年（大正元年）の耕地整理に伴い、ほぼ一直線に改修された。

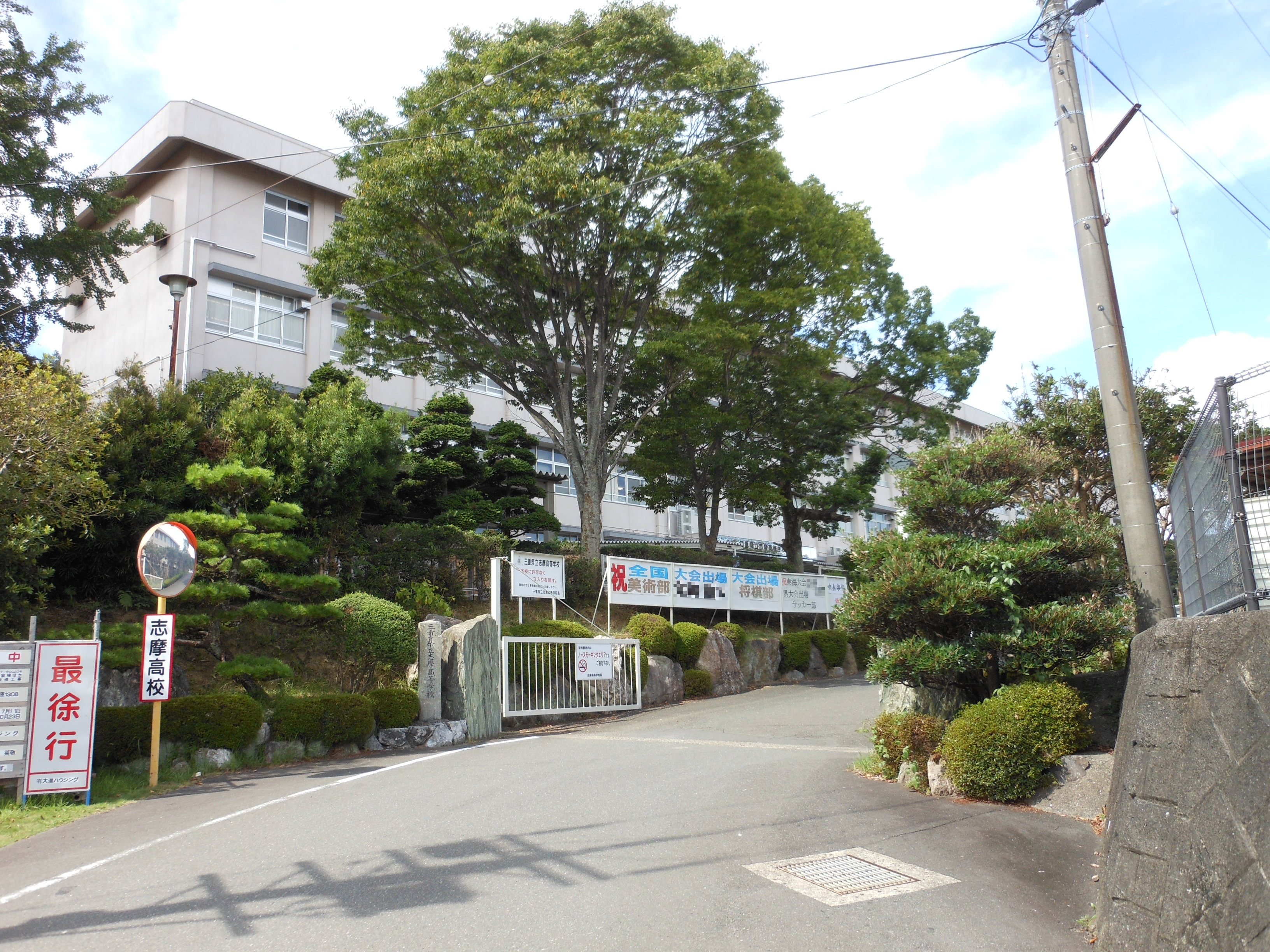
志摩高校

第二次世界大戦頃まで恵利原は磯部で最も人口の多い大字であったが、戦後は磯部町の中心街が南下した影響で、迫間や穴川に追い抜かれた。1948年（昭和23年）には学制改革による新学制の下、磯部村立の三重県志摩高等学校磯部校舎（現・三重県立志摩高等学校）と磯部中学校（現・志摩市立磯部中学校）が開校する。1965年（昭和40年）に伊勢有料道路が開通し、鳥羽市を経由せずに伊勢市へ自動車で行けるようになり、1968年（昭和43年）には三重県営の志摩水道が完成した。平成の大合併の結果、志摩水道の給水自治体が志摩市のみとなったため、志摩水道（南勢志摩水道用水供給事業志摩系）は2011年（平成23年）4月1日より、三重県企業庁から志摩市へ譲渡された。
1994年（平成6年）の世界祝祭博覧会（まつり博みえ'94）を期に伝統の恵利原早餅つき保存会が結成された。

### 沿革
- 1889年（明治22年）4月1日 - 町村制施行に伴い、答志郡磯部村大字恵利原となる。
- 1896年（明治29年）3月29日 - 答志郡が英虞郡と合併し、志摩郡磯部村大字恵利原となる。
- 1955年（昭和30年）2月11日 - 磯部村が度会郡神原村東部・志摩郡的矢村と合併し、志摩郡磯部町恵利原となる。
- 2004年（平成16年）10月1日 - 磯部町が志摩郡4町と合併し、志摩市磯部町恵利原となる。

### 地名の由来
『磯部郷土史』では、以下の説が唱えられている。
- 「えり」（魞、魚へんに入）という漁具を使って川魚を獲っていたことから[11]。
- 矢を納める道具である「箙」（えびら）にちなむ[12]。
- 衣服の原料を織り成す所という意味の「衣輪原」・「衿原」に由来する[13]。

## 世帯数と人口
2019年（令和元年）7月31日現在の世帯数と人口は以下の通りである。
| 行政区             | 世帯数  | 人口  |
| ------------------ | ------- | ----- |
| 恵利原             | 262世帯 | 589人 |
| 恵ケ丘             | 40世帯  | 114人 |
| （磯部町恵利原）計 | 302世帯 | 703人 |

### 人口の変遷
1746年以降の人口の推移。2005年以後は国勢調査による推移。
| 1746年（延享3年）  | 531人   | [ 7 ]     |  |
| 1880年（明治13年） | 703人   | [ 1 ]     |  |
| 1889年（明治22年） | 1,149人 | [ 14 ]    |  |
| 1950年（昭和35年） | 888人   | [ 15 ]    |  |
| 1980年（昭和55年） | 1,237人 | [ 5 ]     |  |
| 2005年（平成17年） | 722人   | [ WEB 7 ] |  |
| 2010年（平成22年） | 666人   | [ WEB 8 ] |  |
| 2015年（平成27年） | 626人   | [ WEB 9 ] |  |

### 世帯数の変遷
1746年以降の世帯数の推移。2005年以後は国勢調査による推移。
| 1746年（延享3年）  | 133戸   | [ 7 ]     |  |
| 1880年（明治13年） | 120戸   | [ 1 ]     |  |
| 1889年（明治22年） | 180戸   | [ 14 ]    |  |
| 1950年（昭和35年） | 182世帯 | [ 15 ]    |  |
| 1980年（昭和55年） | 343世帯 | [ 5 ]     |  |
| 2005年（平成17年） | 228世帯 | [ WEB 7 ] |  |
| 2010年（平成22年） | 222世帯 | [ WEB 8 ] |  |
| 2015年（平成27年） | 232世帯 | [ WEB 9 ] |  |

## 学区
市立小・中学校に通う場合、学区は以下の通りとなる。
| 番・番地等 | 小学校             | 中学校             |
| ---------- | ------------------ | ------------------ |
| 全域       | 志摩市立磯部小学校 | 志摩市立磯部中学校 |

磯部小・磯部中ともに恵利原の南部に位置する。

## 恵利原早餅つき
恵利原早餅つき（えりはらはやもちつき）は、三重県志摩市磯部町恵利原に伝わる独自の餅つきの方法。恵利原早餅つき保存会が技術の保持・継承を行う。
「早餅つき」の名の通り、通常の餅つきの3倍という高速で餅をついていき、餅米1t（餅つき約300回分）を2日でついたという記録がある。天保年間（1830年〜1843年）に伊雑宮御田植祭で笹にくるんで餅を振る舞ったが、数をこなすために高速でつくようになったとされる。囃子唄を歌いながら2人で1本の杵をとり、餅をつく。

## 観光

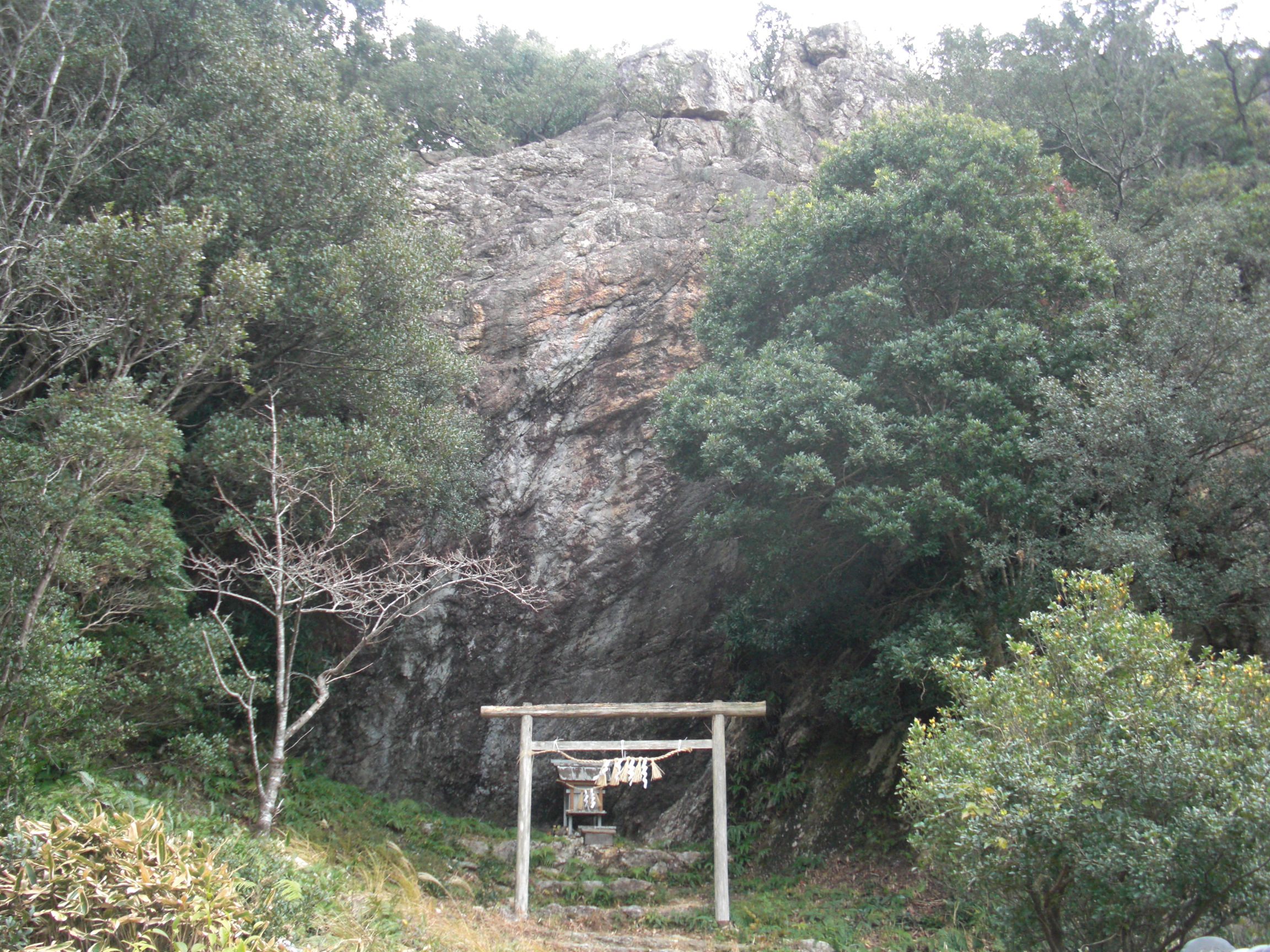
おうむ岩

志摩スペイン村ができるまでは、磯部地域の観光の中心であった。
天の岩戸（恵利原の水穴）
名水百選に選ばれている水の湧出地。全国各地に伝わる岩戸伝説（天照大御神が隠れ、世界が常闇となった）の舞台の1つ。付近にはオオシマザクラの古木があり、桜が満開の季節には、江戸時代に存在した「家建の茶屋」が再現されたり、恵利原区自治会による「桜祭」が開かれる。
おうむ岩（おうむ石）
和合山にある幅127m、高さ31mのチャートの一枚岩。岩による音の反響や岩上の展望台からの田園風景を楽しめる。

## 交通
鉄道
恵利原地区内は、鉄道は通っていない。最寄り駅は隣接地区にある近鉄志摩線上之郷駅または志摩磯部駅。最寄りの特急停車駅は志摩磯部駅となる。
バス
三重交通志摩営業所管内（中心となるバス停は「川辺」・「恵利原」）
- 60・62・70系統 伊勢赤十字病院
- 60・62・70系統 伊勢市駅前
- 60・62系統 御座港
- 70系統 宿浦

磯部地域予約運行型バスハッスル号（コミュニティバス）恵利原（畑田前）バス停
- やまルート 上五知農家組合前
- やまルート 桧山集落センター
- うみルート 鵜方駅
- うみルート 磯部支所

道路
- 国道167号 - 地区南部を通る国道。恵利原アメニティ前交差点以南の区間は磯部バイパスと呼ばれる。鳥羽市や志摩市の中心市街地である阿児町鵜方へ至る幹線道路である。
- 三重県道32号伊勢磯部線 - 恵利原を北東から南西方向に通る主要地方道。通称は伊勢道路。恵利原南西端（川辺）の伊勢道路入口交差点で終点となる。志摩市と伊勢市を結ぶ幹線道路である。
- 三重県道61号磯部大王線 - 恵利原を起点とし、的矢湾岸・太平洋岸を通り、大王町波切に至る主要地方道。恵利原地区の全区間は旧国道167号である。

道路施設
- アメニティ道路磯部ステーション - 伊勢道路の休憩場所として置かれている施設。駐車場を中心にトイレ・自動販売機・案内地図等がある小公園となっている。

## 施設
| - 三重県立志摩高等学校 - 志摩市立磯部中学校 - 志摩市立磯部小学校 - 磯部浄水場 - 神路ダム - 恵利原ダム - 恵利原センター | - 志摩市磯部プール - 志摩市磯部ふれあい公園 - 伊勢農業協同組合 - 磯部支店あぐり川辺 - 農機センター - 株式会社マエックス本社 - 知的障害者通所授産施設えりはら - 旧・恵利原保育所 |

### 史跡
- 佐美長神社 - 伊勢神宮皇大神宮（内宮）の別宮である伊雑宮が所管する神社。別名は穂落宮[7]で、志摩市立磯部小学校の校歌の歌い出しに、その名が登場する。
- 磯部神社 - 正月殿社の鎮座地に[17]旧磯部村11大字のうち9大字にあった神社を合祀して1908年（明治41年）4月7日に創建された神社[18]。旧社格は村社で49柱の神を祀る[18]。1952年（昭和27年）12月1日に宗教法人格を取得、1955年（昭和30年）12月6日に、同年2月11日に編入合併した度会郡神原村東部の産品神15社の祭神を神原神社（度会郡南伊勢町神津佐にある）から分霊し、合祀した[19]。
- 巌峯山池渓寺 - 永禄2年（1559年）に玄応観禅和尚が開山した曹洞宗永平寺派の仏教寺院で鳥羽市の常安寺の末寺[20]。1883年（明治16年）に頂門寺を合併[7]。恵利原には、ほかに真言宗智積院末の治高山井泉院という七堂伽藍を有する寺院があったが、天正年間（1573年〜1592年）と1881年（明治14年）の2度火災に遭い、廃寺となった[7]。

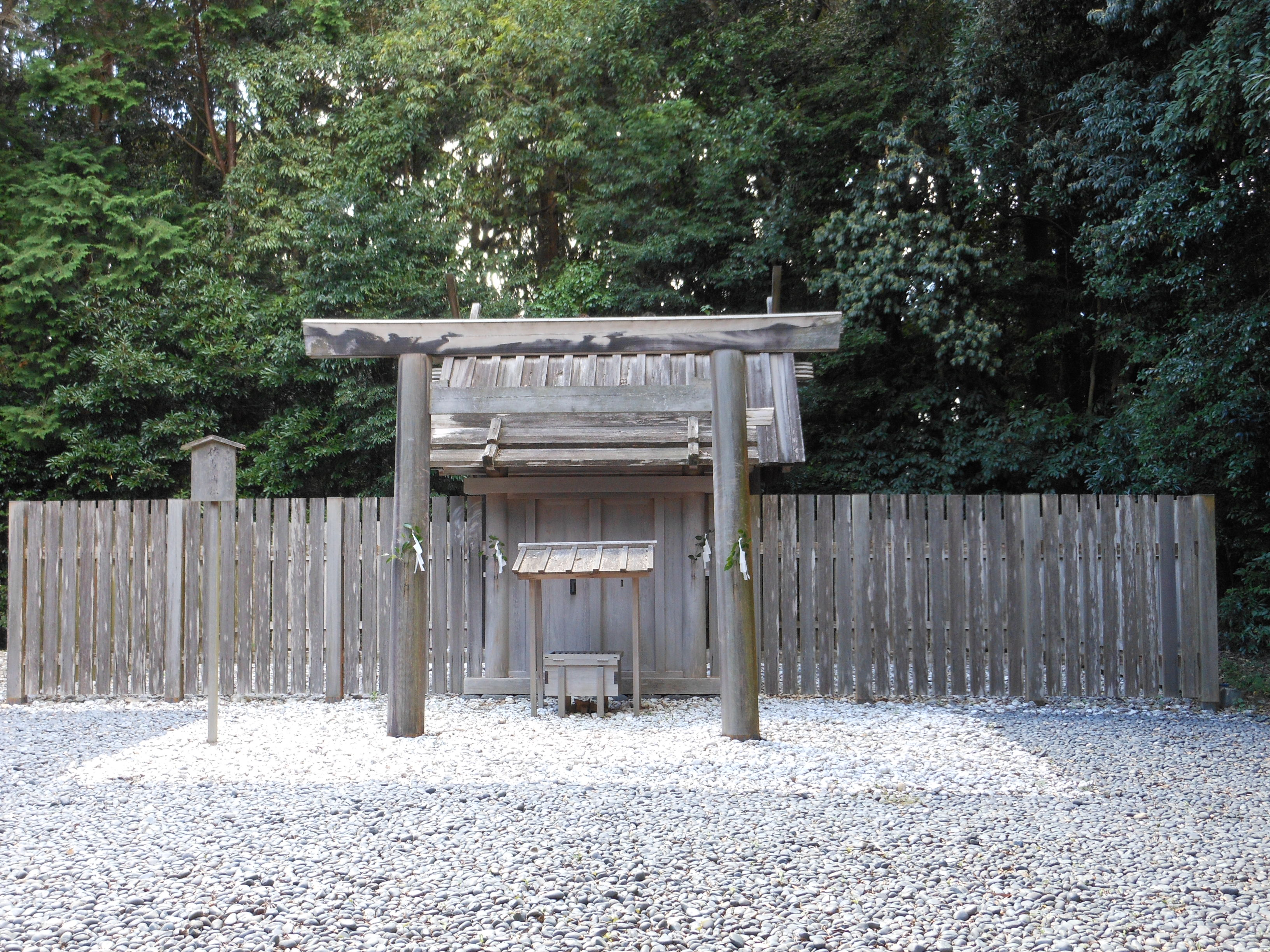
佐美長神社
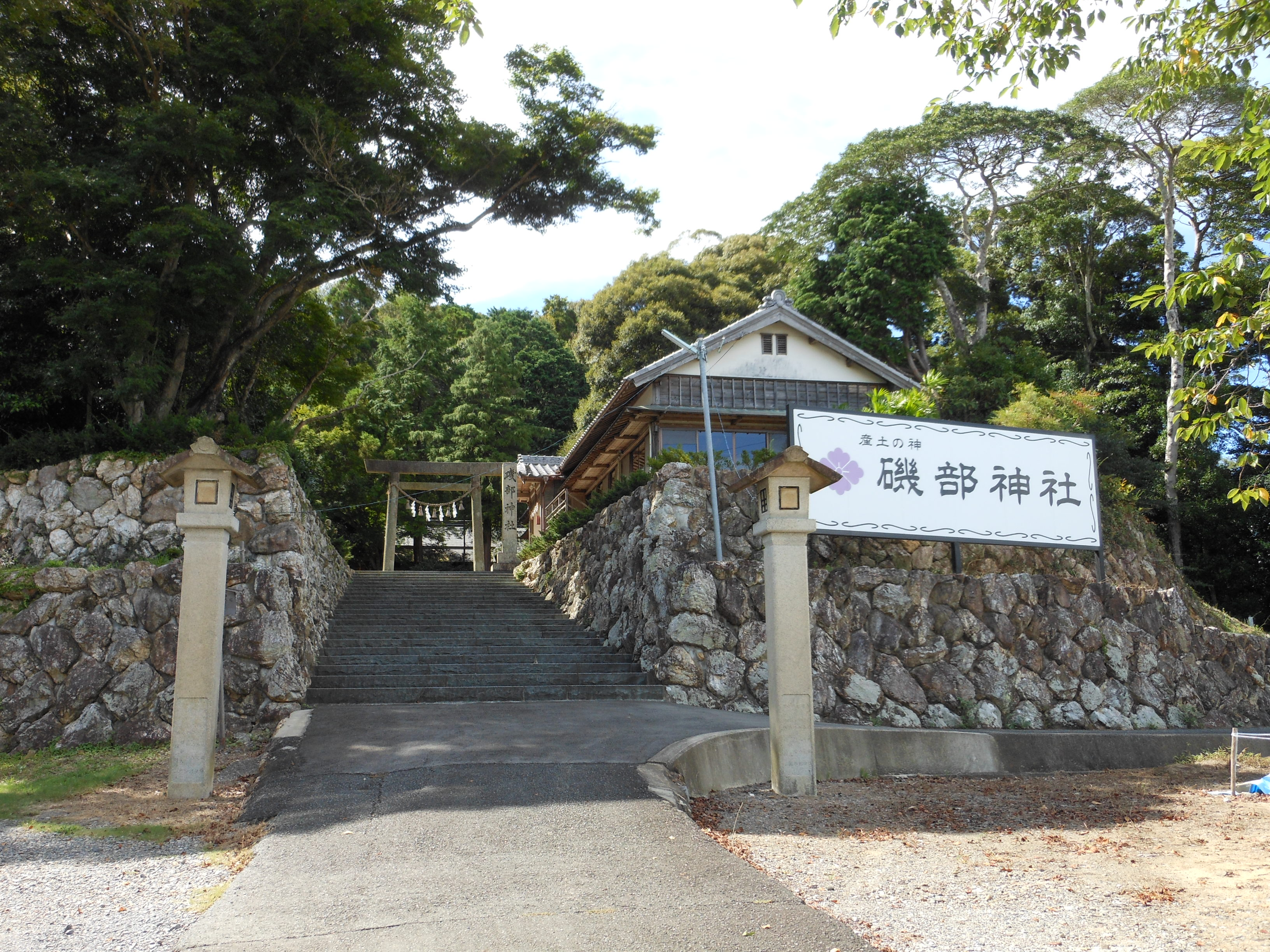
磯部神社
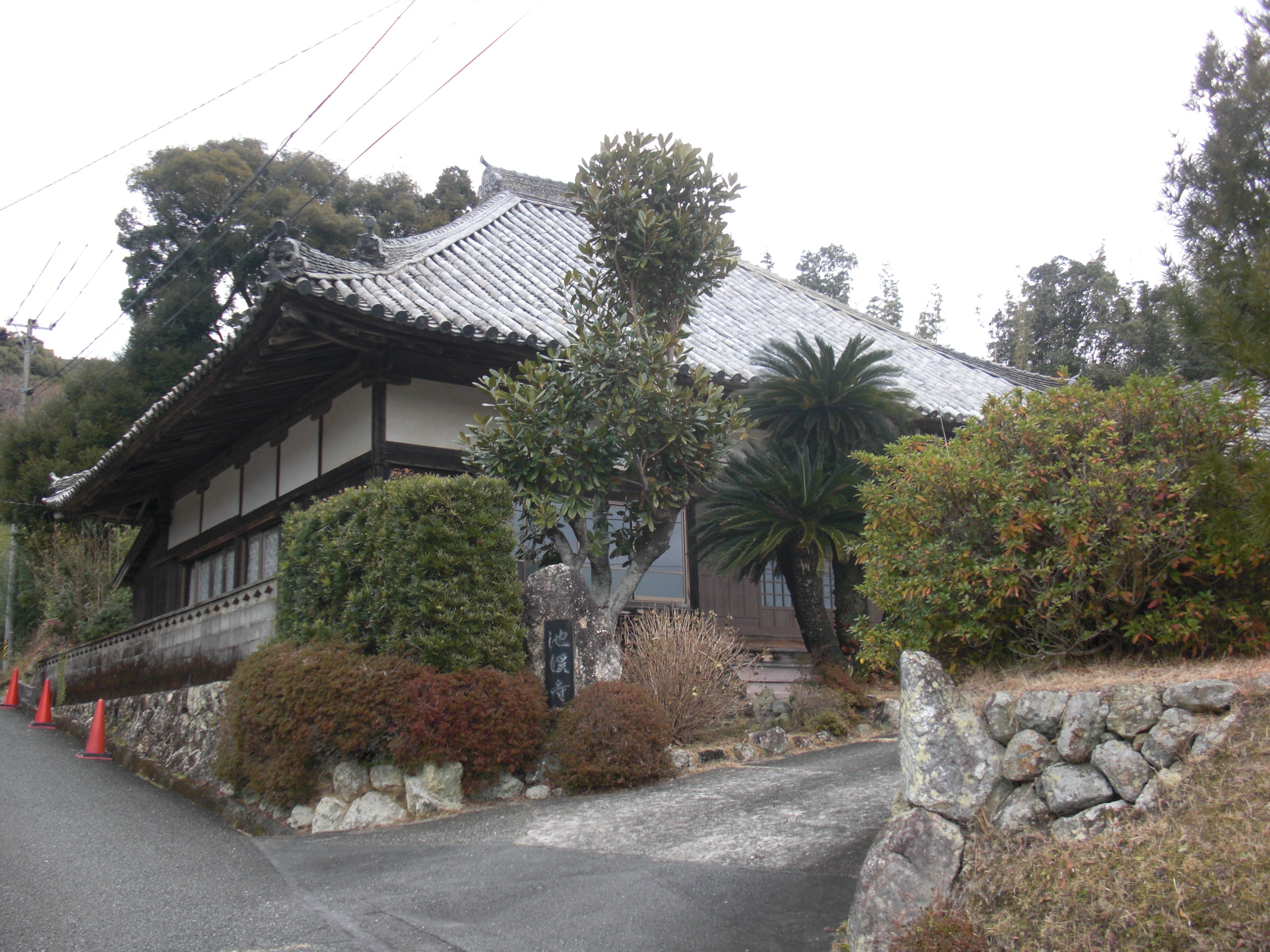
池渓寺

## 出身者
- 谷崎重幸 - ラグビー監督[21]、東福岡高監督として花園で4度優勝[22]

## その他
磯部の御神田（伊雑宮御田植祭）の奉仕区の1つである。

### 日本郵便
- 郵便番号 : 517-0209[WEB 3]（集配局：磯部郵便局[WEB 15]）。